# Orkdalsfjorden
Orkdalsfjorden – fiord w Norwegii w okręgu Trøndelag. Jest boczną odnogą Trondheimsfjorden o długości około 11 km. Na jego końcu przy ujściu Orkli oraz Skjenaldelvy znajduje się miasto Orkanger. Fiord administracyjnie należy do gmin Orkland i Skaun.